# PZL P.11
PZL P.11 byl polský jednomotorový stíhací letoun, navržený ve Varšavě roku 1930. Ve své době byl považován za velmi vyspělý stíhací letoun. Byl užíván na počátku druhé světové války, kdy se jednalo o nejvýkonnější polský stíhací letoun. V té době se však jednalo již o zastaralý letoun, i přesto však byl poměrně obratný v porovnání s typy Hawker Hurricane a Messerschmitt Bf 109. Byl to právě PZL P.11c s podporučíkem Wladyslawem Gnysem, který jako první letoun sestřelil ve druhé světové válce německé letadlo (Ju 87). Celkem si tyto polské stroje připsaly 126 sestřelů (Luftwaffe) na 114 sestřelených P.11c.
PZL P.11 byl pokračováním konstrukční řady P konstruktéra Pulawského a navazoval na typ PZL P.7, který měl hvězdicový motor Jupiter s velkým průměrem, který zhoršoval výhled pilota dopředu. Nápravu mělo zajistit použití hvězdicového motoru Bristol Mercury, s menším průměrem. Počátkem 30. let se jevil jako dobrý a byl exportován do Rumunska, přičemž rumunská firma IAR ho také stavěla v licenci.

## Varianty
P.11/I – Vzhledem ke zpoždění dodávek těchto motorů byl prototyp P11/1 vybaven motorem Jupiter VII.ASb o výkonu 294 kW (400 k), vyráběný licencí firmou Gnome-Rhône. Prototyp měl hladký potah křídel a ocasních ploch. První let proběhl v srpnu 1931.
P.11/II – s motorem Bristol Mercury IV.A o výkonu 365 kW (497 k), uzavřeným v protáhlém prstencovém krytu typu Townend, vzlétl až v prosinci 1931. Později dostal motor Gnome-Rhône 9Kcr Mistral o výkonu 368 kW (500 k). V této podobě byl vystaven v r.1932 na Aerosalonu v Paříži. V roce 1932 také obsadil s pilotem Bajanem na curyšské soutěži stíhacích letadel druhé místo.
P.11/III – Třetí prototyp s motorem Bristol Mercury IV.A zalétán v červenci 1932, sloužil jako předsériový prototyp , který byl po ověření spolehlivosti schválen do výroby pod označením P.11a. Potah křídel a ocasních ploch byl vyroben z vlnitého plechu.
P.11/IV – Čtvrtý prototyp byl opatřen motorem Gnome-Rhône 9Kcr Mistral o výkonu 368 kW (500 k).
P.11a – Výrobu letadel P.11a zahájila dodávka 30 strojů, podobných typu P.11b, ale s motorem Mercury IV.S2 o výkonu 385 kW (525 k), stavěným v licenci varšavskou továrnou Škoda. První stroje z 50 objednaných, převzala na podzim roku 1934 stíhací Eskadra 111 ve Varšavě. V září 1939 sloužil v počtu 20 strojů, ostatní byly postupně rušeny, nebo předány výcvikovým jednotkám.
P.11b – Do léta 1934 však bylo nejprve vyrobeno 50 letadel P.11b pro Rumunsko s originálním francouzským hvězdicovým devítiválcovým motorem G-R 9Krsd Mistral. Prvních dvacet PZL P-11b-K (továrních čísel 150-169) mělo motor krytý jednoduchým prstencem typu Townend, dalších 29 PZL P-11b-L (170-199) mělo lépe tvarovaný prstencový kryt motoru s kolektorem spalin v přední hraně. Jako padesátý byl dodán druhý prototyp P-11/II.
P.11c – Hlavní sériovou verzí byl P.11c zalétaný koncem roku 1933 s motorem Mistral 9Krse. Provedené změny zajišťovaly prodloužení trupu, lepší výhled pilota, vzhledem k nižšímu posazení motoru a posunutí sedadla pilota dále dozadu o 30 cm a výše o 5 cm. Poloskořepinová konstrukce trupu byla nahrazena konstrukcí z příhradových ocelových trubek. Bylo také upraveno křídlo a svislá ocasní plocha. POlskému letectvu byly stroje dodávány od roku 1935. Celkem bylo v této verzi vyrobeno 150 letadel, nejprve s motory Mercury V.S2 o výkonu 442 kW (600 k) z továrny Škoda a zbývající s motory Mercury VI.S2, vyráběny továrnou P.Z.L. 1. září 1939 evidovalo polské vojenské letectvo 152 strojů této varianty.
P.11/V – Páty prototyp vznikl v roce 1934. Byl opatřen motorem Gnome-Rhône 9Krsd. Po výstavě na Aerosalonu v Paříži byl dodán do Rumunsku jako vzor pro licenční výrobu verze P.11f.
P.11f – Verze P.11c, jejíž pohon zajišťoval v licenci vyráběný motor 9Krse Mistral, byl stavěn u rumunské společnosti IAR pod označením P.11f. V letech 1936–38 bylo vyrobeno 80 strojů, ve výzbroji rumunského letectva zůstaly do roku 1941, v roce 1942 přešly k výcviku a v roce 1945 byly definitivně vyřazeny.
P.11g Kobuz – Kvůli komplikacím a zpoždění ve vývoji nové stíhačky P.Z.L. P.50 Jastrzab v r.1939, bylo rozhodnuto využít část již vyrobených pohonných jednotek k získání alespoň vylepšené verze P.11. Krom jiných úprav, letoun obdržel zakrytou kabinu, čtyři kulomety wz. 36 a zmíněné motory Mercury VIII o výkonu 614 kW (835 k). Maximální rychlost se tak zvýšila na 390 km/h, dostup na 10 000 m. Po zalétání prototypu 15. srpna 1939 s označením P.11g Kobuz byla zahájena sériová výroba, avšak po porážce polské armády již nebyla dokončena. 14. a 15. září 1939 na tomto stroji sestřelil poručík H. Szczesny z Grupie Deblinske dva bombardéry.

## Používán
Maďarsko,

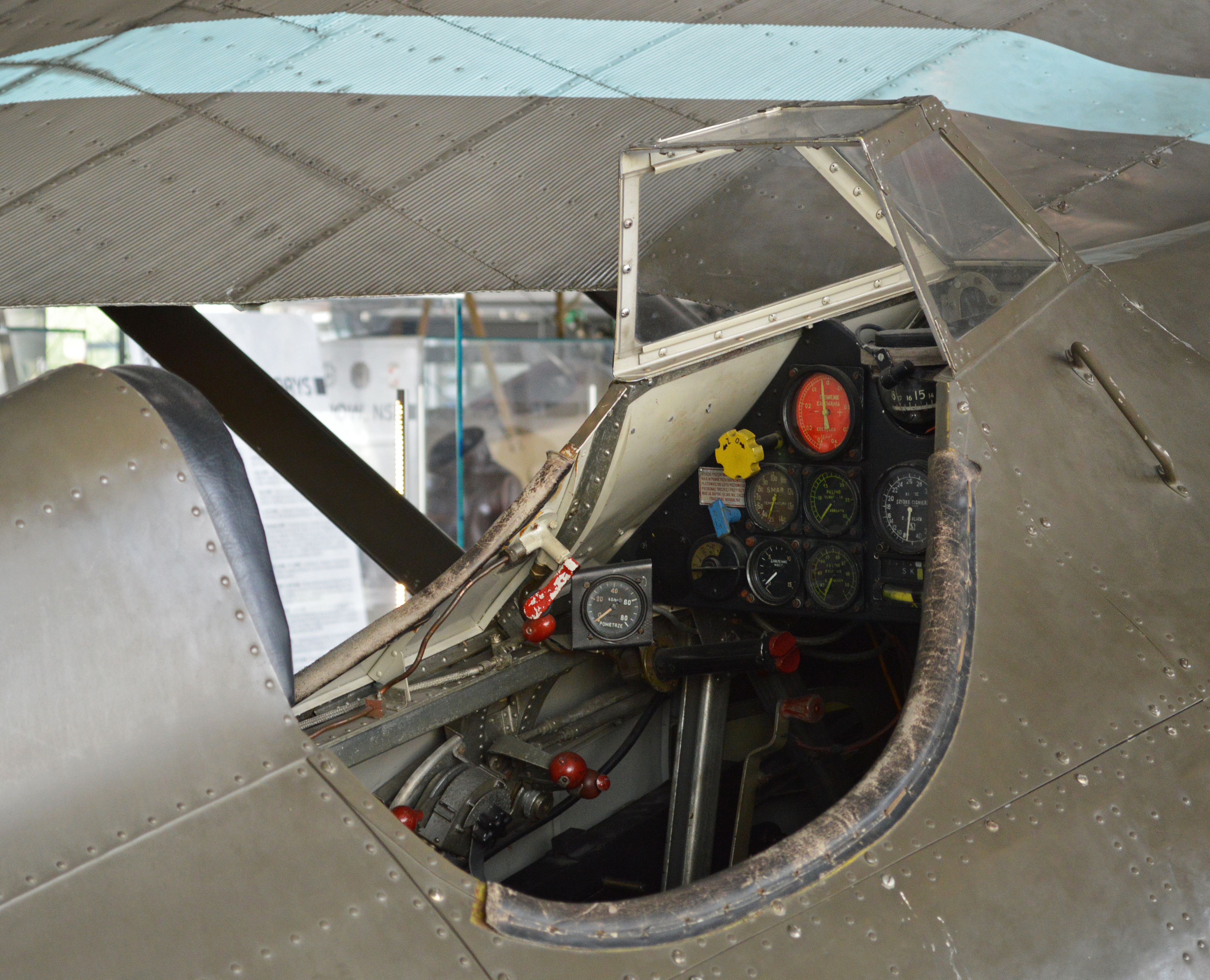
Kokpit letounu PZL P.11c

- Maďarské letectvo Používán jeden ex-Polský PZL P.11a evakuovaný 23. září 1939 a nejméně dva P-11c.

 Bulharsko
- Bulharské letectvo Používáno několik letadel

 Lotyšsko
- Lotyšské letectvo používáno několik ex-Polských PZL P.11a evakuovaných 17. září 1939.

 Polsko
- Polské letectvo

 Rumunsko
- Rumunské královské letectvo objednalo v roce 1933 verzi P.11a v počtu 50 ks. Z 33 ks P.11c evakuovaných z Polska v září 1939 bylo 26 ks opraveno a zařazeno do služby. Stroje byly nasazeny proti Sovětskému svazu. Od roku 1942 byly všechny zbylé stroje všech variant předány k výcviku.[1]

 Sovětský Svaz
- Sovětské letectvo po obsazení Lotyšska ukořistil Sovětský Svaz několik letadel P.11a

## Specifikace (P.11c)

Třípohledový nákres P.11c

Údaje dle 

### Technické údaje
- Osádka: 1 (pilot)
- Rozpětí: 10,72 m
- Délka: 7,55 m
- Výška: 2,85 m
- Nosná plocha: 17,90 m²
- Hmotnost prázdného stroje: 1 147 kg
- Vzletová hmotnost: 1 630 kg
- Pohonná jednotka: 1 × hvězdicový motor Bristol Mercury VI.S2
- Výkon pohonné jednotky: 463 kW (630 k)

### Výkony
- Maximální rychlost: 375 km/h
- Maximální dostup: 8 040 m
- Dolet: 550 km

### Výzbroj
- 2 × synchronizovaný kulomet ráže 7,92 mm v trupu, (u zhruba 1/3 strojů P.11c dva další kulomety v křídle)[1]
- 4 × závěsník pro pumy o hmotnosti 12,5 kg pod křídlem[1]